# Malużyn
Malużyn (prononciation : [maˈluʐɨn]) est un village polonais de la gmina de Glinojeck dans le powiat de Ciechanów de la voïvodie de Mazovie dans le centre-est de la Pologne.
Il se situe à environ 12 kilomètres au sud-est de Glinojeck (siège de la gmina), 20 kilomètres au sud-ouest de Ciechanów (siège du powiat) et à 72 kilomètres au nord-ouest de Varsovie (capitale de la Pologne).
Le village possède approximativement une population de 370 habitants en 2006.

## Histoire
De 1975 à 1998, le village appartenait administrativement à la voïvodie de Ciechanów.